# Uafhængige bønder
Uafhængige bønder (islandsk: Óháðir bændur) var et islandsk politisk parti, der blev dannet i 1916 af en række bondeforeninger, særlig i Suðurland. 
Partiet udsprang af en ny national politisk strømning i årene op til selvstændigheden fra Danmark i 1918, der bl.a. prægede landbefolkningens ungdomsforeninger og gav sig udtryk i de patriotiske landsværnstævner.  
Uafhængige bønder stillede op til altingsvalget 1916 i flere valgkredse og til de tre landsvalgte pladser, der var på valg. Det fik indvalgt to medlemmer i Altinget; Sigurður Jónsson som landsvalgt og Sveinn Ólafsson i Suður-Múlasýsla-kredsen. 
Partiet fusionerede i december samme år med Bondepartiet til Fremskridtspartiet. Dets historiske betydning ligger i at tilføre det nye samlede bondeparti en klar nationalistisk tradition. 
Sigurður Jónsson blev erhvervsminister i den første regering Fremskridtspartiet indgik i 1917-20, og havde en central position i det nye partis første tiår, mens Sveinn Ólafsson var partileder 1920-22.